# Французская аграрно-крестьянская партия
Французская аграрно-крестьянская партия (фр. Parti agraire et paysan français) — французская аграристская и консервативная партия, основанная в 1927 году Флераном Агриколой (настоящее имя Габриэль Флеран(d), бывший профессор колледжа), президентом Союза крестьян Уазы. Габриэль Флеран также создал печатный орган партии La Voix de la terre, который в 1929 году выражал корпоративистские и «аполитичные» убеждения: «Пшеница, молоко, вино, скот, плуг не имеют политического мнения».
В 1934 году партия присоединилась к Крестьянскому фронту, которым с тех пор руководили Анри Доржер и его комитеты крестьянской защиты, Флеран Агрикола и Жак Ле Руа Ладюри, генеральный секретарь Национального союза сельскохозяйственных союзов.

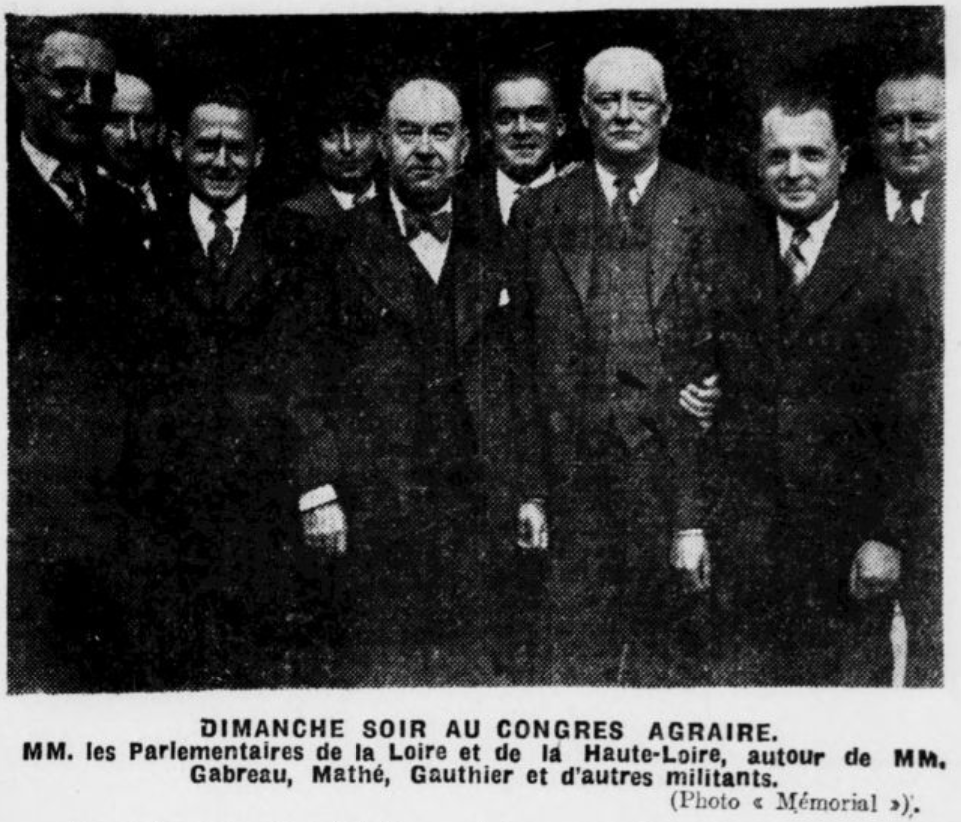
Собрание Аграрно-крестьянской партии в Le Mémorial de la Loire et de la Haute-Loire 19 октября 1936 года.

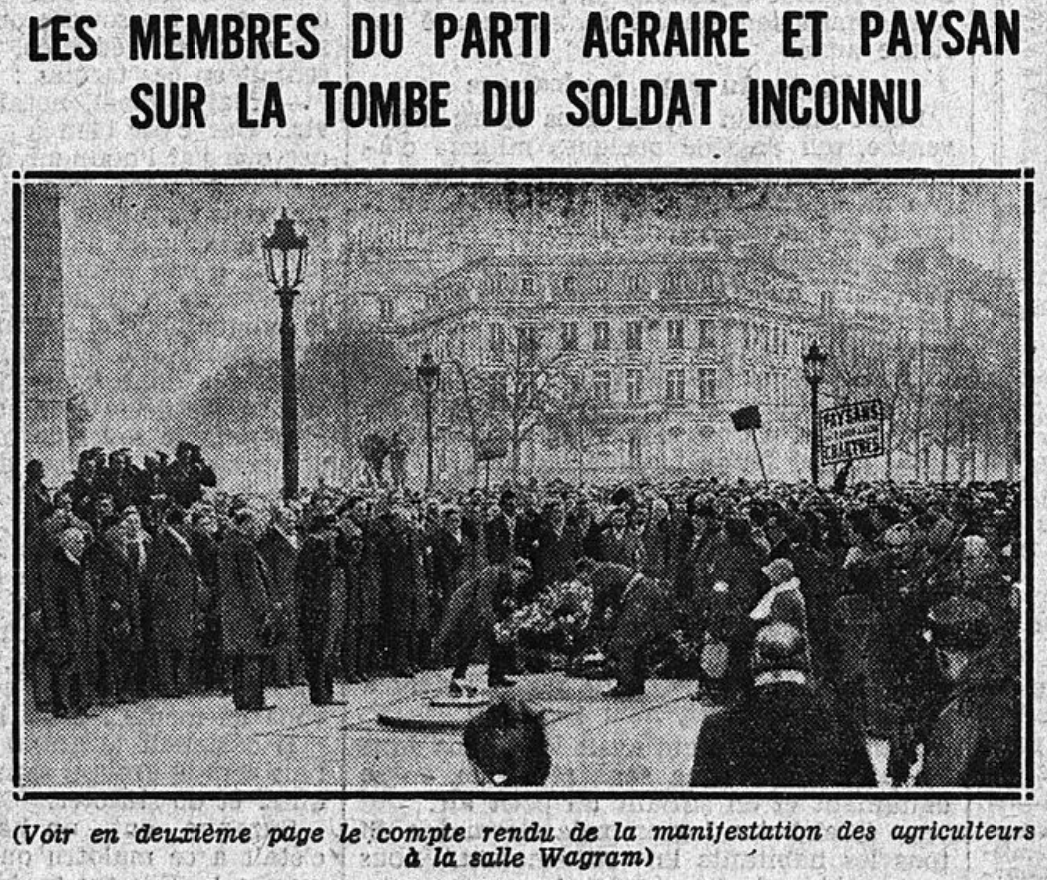
Демонстрация Французской аграрно-крестьянской партии у могилы Неизвестного солдата (фото Le Petit Journal от 26 января 1933 года).

В начале 1936 года в партии произошёл раскол, вызванный разногласиями по поводу характера и стратегии. Левое крыло партии основало Республиканскую аграрно-социальную партию во главе с Луи Гийоном, единственный с 1932 года представитель партии в Палате депутатом. Новым главой партии стал Пьер Мате, избранный в 1936 году депутатом от Кот-д'Ор, который объединил правое крыло партии после смерти Флерана Агриколы.
Под руководством Пьера Мате партия не только пережила раскол, но и активизирвоалась. Так, была организована аграрная группа в Палате депутатов, численность которой увеличилась с 4 депутатов в июне 1936 года до 11 в 1938 году.
Во время избирательной кампании 1936 года Пьера Мате приехал в Верден, чтобы от имени партии поддержать «национального» кандидата Луи Муйесо от Народной национальной партии, «Патриотической молодёжи» и «Французской солидарности», которого также поддержали Республиканский центр и Католический союз. Пьер Мате участвовал в митингах, организованных Крестьянской лигой защиты Мааса в Бар-ле-Дюк и Вердене в ноябре 1936 года, которые, как сообщается, собрали 3000 крестьян. Его статьи после июня 1936 года были опубликованы в органе Лиги, Le Paysan Lorrain. В итоге Муйесо не был избран: он набрал лишь 43,2 % поданных голосов и проиграл радикал-социалисту.
В 1939 году к Аграрной партии присоединилась Лига защиты крестьян, возглавляемая Полем Марком, членом Сельскохозяйственной палаты и президентом сельскохозяйственного кооператива Вокулёр.
После войны наследницей идей стала правая аграрно-консервативная Крестьянская партия социального союза.